# 新庄子 (新竹縣新豐鄉)
新庄子，原寫為新庄兒，是台灣新竹縣新豐鄉的一個傳統地域名稱，也是全鄉行政中心所在地，位於該鄉中部偏南。相較於今日行政區，其範圍大致包括重興村、崎頂村。

## 歷史
台灣清治末期至日治前期，新庄子地區為一街庄，稱為「新庄兒庄」，隸屬於竹北二堡。該庄北隔新豐溪與紅毛港庄為界，東北隔新豐溪支流德龜溪與中崙庄為界，東南邊為員山庄，西南邊及西邊隔新豐溪另一支流茄苳溪與大眉庄、坑兒口庄為界。
1901年（日治明治三十四年）11月，全台廢縣廳改設二十廳，該庄隸屬於新竹廳。1909年（明治四十二年）10月，合併二十廳為十二廳，該庄隸屬不變。1920年（大正九年），廢十二廳改設五州二廳，該庄改制並雅化為「新庄子」大字，隸屬於新竹州新竹郡紅毛庄。
戰後紅毛庄改制為紅毛鄉，隸屬於新竹縣，大字亦改制為村。1950年桃、竹、苗分治，本地區隸屬不變。1956年，紅毛鄉改名為新豐鄉。

## 聚落
本地區發展較早的聚落有新庄兒、大埔、茄苳坑等，在日治期初期的官方地圖上已有記載，此外尚有象鼻聚落。

## 交通
鄉道竹3線（新庄路、建興路二段～一段）是新庄子至山崎的道路，也是新庄子聚落向南前往台鐵新豐車站的主要道路，其北側端點位於聚落西北側線道竹1線路口。由此向東南轉向南再轉向東南出邊界後，轉向南可前往員山地區的山崎聚落並止於台鐵新豐車站前的省道台1線路口。
鄉道竹6線（新庄路）是新庄子至波羅汶的道路，也是新庄子聚落向東南方的主要道路，其西側端點位於聚落中央的鄉道竹3線路口。由此向東南可前往中崙、波羅汶並止於鄉道竹7線路口。
鄉道竹2線（成德街）是新庄子至新湖口的道路，也是新庄子聚落向東北方的主要道路，其西側端點位於聚落東南側新豐國中前的鄉道竹6線路口。由此向東北轉東南東可前往崁頭、新湖口並止於鄉道竹7線路口。
鄉道竹1線（新庄路、新市路、永寧街）是埔和至田厝的道路，大致以北北西—南南東走向轉縱向再轉東北—西南走向經過新庄子地區西北部及新庄子聚落西北側，向北北西轉西北可前往紅毛港，再轉東北可前往田寮、後湖並止於省道台15線路口，向西南轉向西可前往坑子口地區的田厝。

## 學校
- 新竹縣立新豐國民中學
- 新竹縣立新豐國民小學
- 新豐鄉立幼兒園重興分班
- 新竹縣新豐非營利幼兒園

## 行政機關
- 新豐鄉公所
- 新豐鄉民代表會（與新豐鄉公所合署於新豐鄉行政大樓）
- 新豐鄉衛生所
- 新豐鄉戶政事務所
- 新竹縣政府消防局第一大隊新豐分隊
- 新竹縣政府警察局新湖分局新豐分駐所